# كانفيلديت
كانفيلديت هو معدن نادر من معادن الكبريتيدات يحوي في تركيبه على فلزي القصدير والفضة، وتكون الصيغة الكيميائية للوحدة البلورية على الشكل Ag8SnS6. يمكن أن توجد شوائب إضافية نمطية في هذا المعدن بحيث تحل ذرات من الجرمانيوم مكان ذرات القصدير، وذرات من التيلوريوم مكان ذرات الكبريت.
يوجد المعدن على شكل بلورات ذات نظام بلوري معيني قائم وذات لون رمادي على الأغلب.
وصف المعدن أول مرة سنة 1893 في عينة مستخرجة من منجم في بوليفيا، وسمي نسبة إلى مهندس تعدين أمريكي اسمه فريديرك  ألكسندر كانفيلد Frederick Alexander Canfield.